# Pimpinella anisactis
Pimpinella anisactis är en flockblommig växtart som beskrevs av Karl Heinz Rechinger. Pimpinella anisactis ingår i släktet bockrötter, och familjen flockblommiga växter. Inga underarter finns listade i Catalogue of Life.